# Michaił Bgażba

Znaczek pocztowy z Michaiłem Bgzabą

Michaił Timurowicz Bgażba (ros. Михаил Тимурович Бгажба, 1915–1993) – radziecki działacz państwowy i partyjny.

## Życiorys
W latach 1938–1941 studiował we Wszechzwiązkowej Akademii Rolniczej im. Timiriazewa, 1941-1945 służył w Armii Czerwonej, od 1942 należał do WKP(b), był funkcjonariuszem partyjnym. Do 1957 był sekretarzem Abchaskiego Komitetu Obwodowego Komunistycznej Partii Gruzji, od 1957 do stycznia 1958 przewodniczącym Rady Ministrów Abchaskiej ASRR, od stycznia 1958 do 1965 I sekretarzem Abchaskiego Komitetu Obwodowego KPG i jednocześnie od 29 stycznia 1958 członkiem KC KPG. Był deputowanym do Rady Najwyższej ZSRR 6 kadencji.